# Anabathra
Anabathra là một chi bướm đêm thuộc họ Noctuidae.